# Ligescourt
Ligescourt (picardisch: Ligicourt) ist eine nordfranzösische Gemeinde mit 222 Einwohnern (Stand 1. Januar 2022) im Département Somme in der Region Hauts-de-France. Die Gemeinde liegt im Arrondissement Abbeville und ist Teil der Communauté de communes Ponthieu-Marquenterre und des Kantons Rue.

## Geographie
Die Gemeinde liegt rund 4,5 Kilometer nördlich von Crécy-en-Ponthieu. Das Gemeindegebiet gehört zum Regionalen Naturpark Baie de Somme Picardie Maritime.

## Geschichte
Im Zweiten Weltkrieg errichtete die Wehrmacht auf dem Gebiet der Gemeinde eine Raketenabschussbasis.

## Einwohner
| 1962 | 1968 | 1975 | 1982 | 1990 | 1999 | 2006 | 2011 |
| ---- | ---- | ---- | ---- | ---- | ---- | ---- | ---- |
| 278  | 275  | 245  | 197  | 206  | 194  | 222  | 231  |

## Sehenswürdigkeiten
- Mariä-Himmelfahrts-Kirche

## Persönlichkeiten
- Louis-Joseph Dumarquez (1746–1805), Dichter, war in Ligescourt Pfarrer